# Buldir
Buldir (in lingua aleutina Idmaax; in russo Булдырь, Buldyr’) è un'isola delle Aleutine occidentali e appartiene all'Alaska (USA). Si trova tra le isole Near, ad ovest, e le Rat, ad est.
L'isola, lunga circa 7 km e larga 4, ha una superficie di 19,29 km². Secondo il censimento del 2000 è disabitata.

## Storia
Secondo quanto riportato da Vitus Bering nel libro di bordo della St. Peter, il giorno della scoperta dell'isola (28 ottobre 1741) morì il marinaio Stephan Buldirev. L'isola potrebbe quindi aver preso il suo nome.
Gli scavi dimostrano che l'isola è stata abitata nei tempi passati, in modo non continuativo. Sono state trovate ossa ben conservate di vacca di mare di Steller, un mammifero ora estinto, e ossa di balena, datate XV secolo, di cui si sono serviti gli aleuti per la costruzione di capanne.

## Fauna
L'isola ospita 21 specie di uccelli marini, il che la rende la colonia più variegata di queste specie nell'emisfero settentrionale. Ci sono, tra l'altro, colonie di Aethia cristatella, Aethia pusilla, Fratercula, Hydrobatidae, ed è uno dei soli quattro posti al mondo in cui nidifica il gabbiano tridattilo zamperosse.

## Vulcani
L'isola è composta da due vulcani il maggiore dei quali, e anche il più antico, è il vulcano Buldir (656 m), uno stratovulcano estinto che occupa la maggior parte dell'isola, segue il vulcano East Cape che ne costituisce la sezione nord-est..

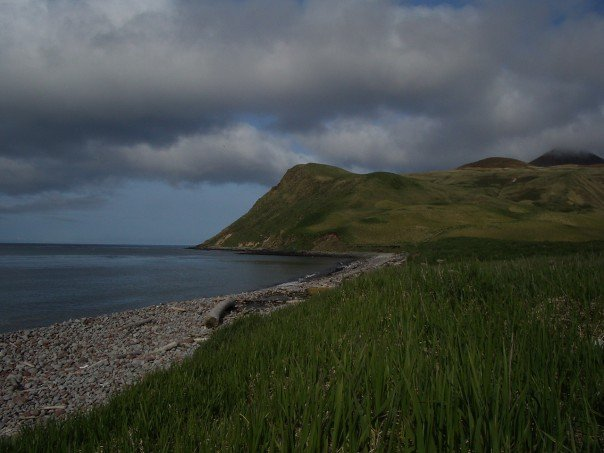
La spiaggia di North Bight, sulla costa nord dell'isola